# Liberals (Finlàndia)
Els Liberals (finès Liberaalit), inicialment Partit Popular Liberal (Liberaalinen Kansanpuolue; LKP), va ser un partit liberal-conservador de Finlàndia, creat a partir de la fusió del Partit Popular i la Lliga Liberal al 1965.
A les seves primeres eleccions legislatives el LKP va obtenir 9 diputats a l'Eduskunta, el que suposava, malgrat el suposat reforç que repsentava la fusió dels anteriors partits, una caiguda de 5 escons. Tanmateix, es va mantenir relativament estable durant la dècada dels setanta, obtenint entorn del 4-5% dels vots, participant de cinc gabinets, pràcticament de manera contínua des del 1972 fins al 1979.
A les eleccions de 1979 patirien un daltabaix perdent la meitat dels escons, portant al partit a una crisi financera, empitjorada pels acords immobiliaris fallits. Com a conseqüència, al 1982 decideixen integrar-se en el Partit del Centre, despertant crítiques internes de corrents que no hi estaven d'acord i consideraven que segellaven la fi del partit. El LKP va estar al govern per última vegada durant uns mesos abans de les eleccions de 1983, quan el tercer gabinet de Sorsa va ser integrar un ministre liberal després de la dimissió dels ministres del SKDL per tal de mantenir la majoria al parlament.
Així, a les eleccions legislatives de 1983 el LKP no hi participaria directament, provocant la seva desaparició del Parlament i la primera línia política; diverses corrents deixarien el partit per a provar sort en solitari o integrar-se en altres partits. No seria fins al 1986 que el LKP recuperaria la independència orgànica trencant amb el Partit del Centre, però ja molt malmès a nivell intern, com demostarien els resultats a les eleccions de 1987, amb només el 0.97% dels vots. Cap al final de la legislatura rebrien a l'exministre Urpo Leppänen, provinent del Partit Rural Finlandès i que havia format un grup propi, per a representar de nou el partit al Parlament.
A les següents eleccions de 1991, però, Leppänen no aconseguiria tornar a l'Eduskunta, ho faria la independent Tuulikki Ukkola amb una presència testimonial. Posteriorment el partit passaria a ser força extraparlamentària, amb l'excepció del gener al març de 2003 quan de nou acceptarien un dissident, Seppo Kanerva provinent aquest cop del Partit del Centre, com a nou membre del partit.
Entre 1998 i 1999 el partit negociaria amb els Joves finlandesos una possible fusió, però mai es va portar a terme malgrat el suport de les bases del LKP.
A la conferència del partit celebrada els dies 26 i 27 de febrer de 2000 s'escurçarien el nom a Liberals, i van haver de tornar a registrar el partit en dues ocasions pels resultats a les eleccions. A la primavera del 2011, els Liberals van decidir no sol·licitar la reinscripció i transformar les seves activitats en un think tank.

## Resultats electorals
| Any  | Vots                                              | %                                                 | Escons                                            | +/-                                               |
| ---- | ------------------------------------------------- | ------------------------------------------------- | ------------------------------------------------- | ------------------------------------------------- |
| 1966 | 153,259                                           | 6.47                                              | 9 / 200                                           | 5                                                 |
| 1970 | 150,823                                           | 5.95                                              | 8 / 200                                           | 1                                                 |
| 1972 | 132,955                                           | 5.16                                              | 7 / 200                                           | 1                                                 |
| 1975 | 119,534                                           | 4.35                                              | 9 / 200                                           | 2                                                 |
| 1979 | 106,560                                           | 3.68                                              | 4 / 200                                           | 5                                                 |
| 1983 | No s'hi van presentar, dins del Partit del Centre | No s'hi van presentar, dins del Partit del Centre | No s'hi van presentar, dins del Partit del Centre | No s'hi van presentar, dins del Partit del Centre |
| 1987 | 27,824                                            | 0.97                                              | 0 / 200                                           |                                                   |
| 1991 | 21,210                                            | 0.78                                              | 1 / 200                                           | 1                                                 |
| 1995 | 16,247                                            | 0.58                                              | 0 / 200                                           | 1                                                 |
| 1999 | 5,194                                             | 0.19                                              | 0 / 200                                           | =                                                 |
| 2003 | 8,776                                             | 0.31                                              | 0 / 200                                           | =                                                 |
| 2007 | 3,171                                             | 0.11                                              | 0 / 200                                           | =                                                 |

## Líders
- 1965–1968 Mikko Juva
- 1968–1978 Pekka Tarjanne
- 1978–1982 Jaakko Itälä
- 1982–1984 Arne Berner
- 1984–1990 Kyösti Lallukka
- 1990–1992 Kaarina Koivistoinen
- 1992–1993 Kalle Määttä
- 1993–1995 Tuulikki Ukkola
- 1995–1997 Pekka Rytilä
- 1997–2000 Altti Majava
- 2000–2001 Oili Korkeamäki
- 2001–2005 Tomi Riihimäki
- 2005–2008 Ilkka Innamaa
- 2008–2011 Kimmo Eriksson
- 2011–2011 Jouni Flemming